# Keeseekoowenin
Die Keeseekoowenin Ojibway First Nation, früher Riding Mountain Band, ist eine der kanadischen First Nations im Westen der Provinz Manitoba.

Die Keeseekoowenin 61-Reservation der Keeseekoowenin Ojibway First Nation liegt im Südwesten von Manitoba westlich des südlichen Endes des Manitobasees und südlich des Riding Mountain National Parks

Während im Februar 2010 noch 1.082 Angehörige der Keeseekoowenin Ojibway First Nation gezählt wurden, stieg die Zahl der als Stammesangehörige anerkannten Keeseekoowenin bis September 2018 auf 1.293. Sie zählen zu den Anishinabe oder Ojibway und leben in drei Reservaten. Das größte ist Keeseekoowenin 61 mit einer Fläche von 2.121,8 ha, dazu kommen Clear Lake 61a mit 428,5 ha und Bottle Lake 61b mit 40,5 ha.

## Geschichte

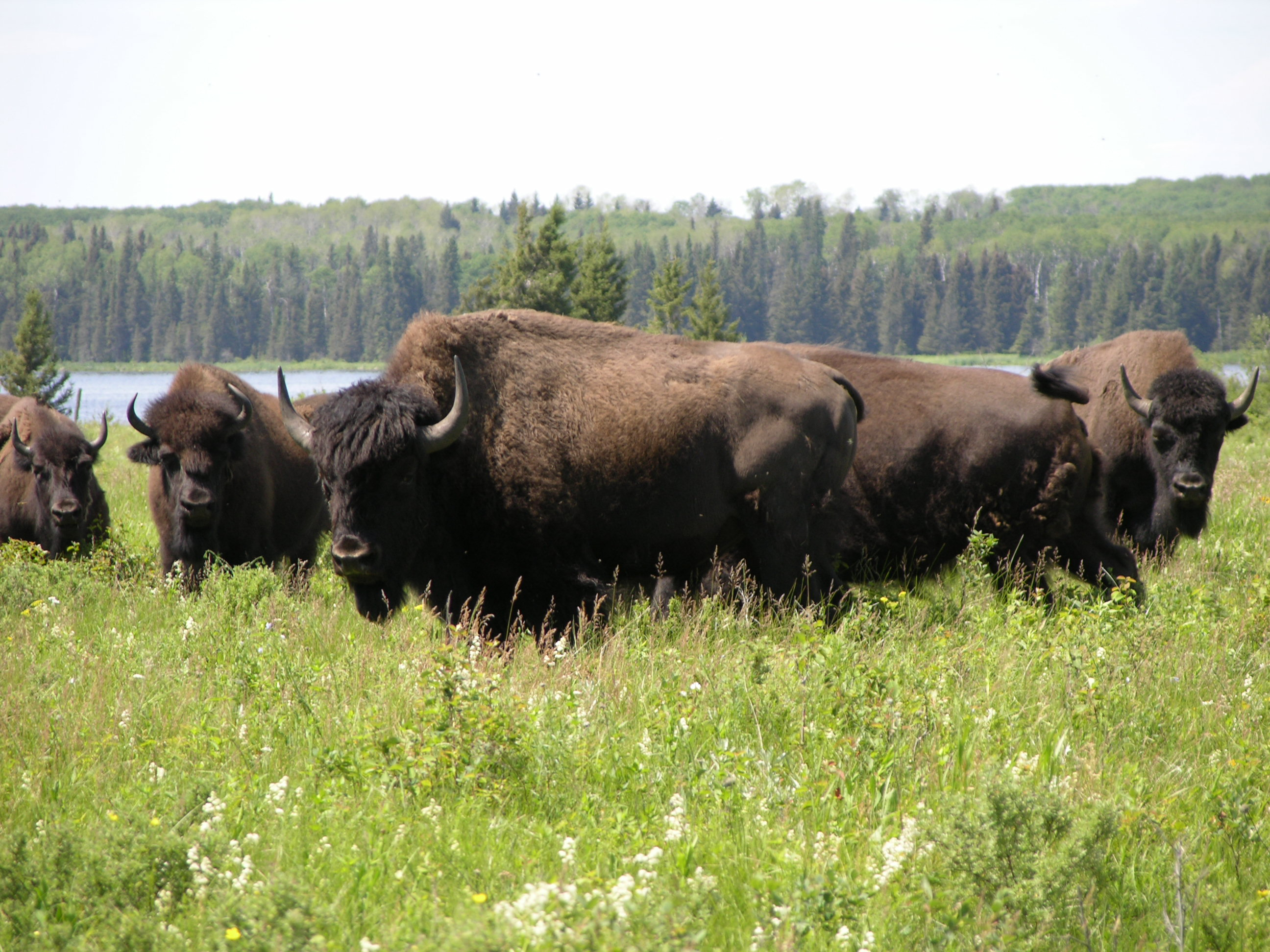
Bisons am Lake Audy

Seit etwa 1800 sind im Gebiet der Riding Mountains Angehörige der Saulteaux (französisch: „Menschen von den Stromschnellen“) nachgewiesen; die Saulteaux zählen zu den Anishinabe. Die Saulteaux sprechen traditionell Nakawēmowin (West-Ojibwe (Saulteaux)).

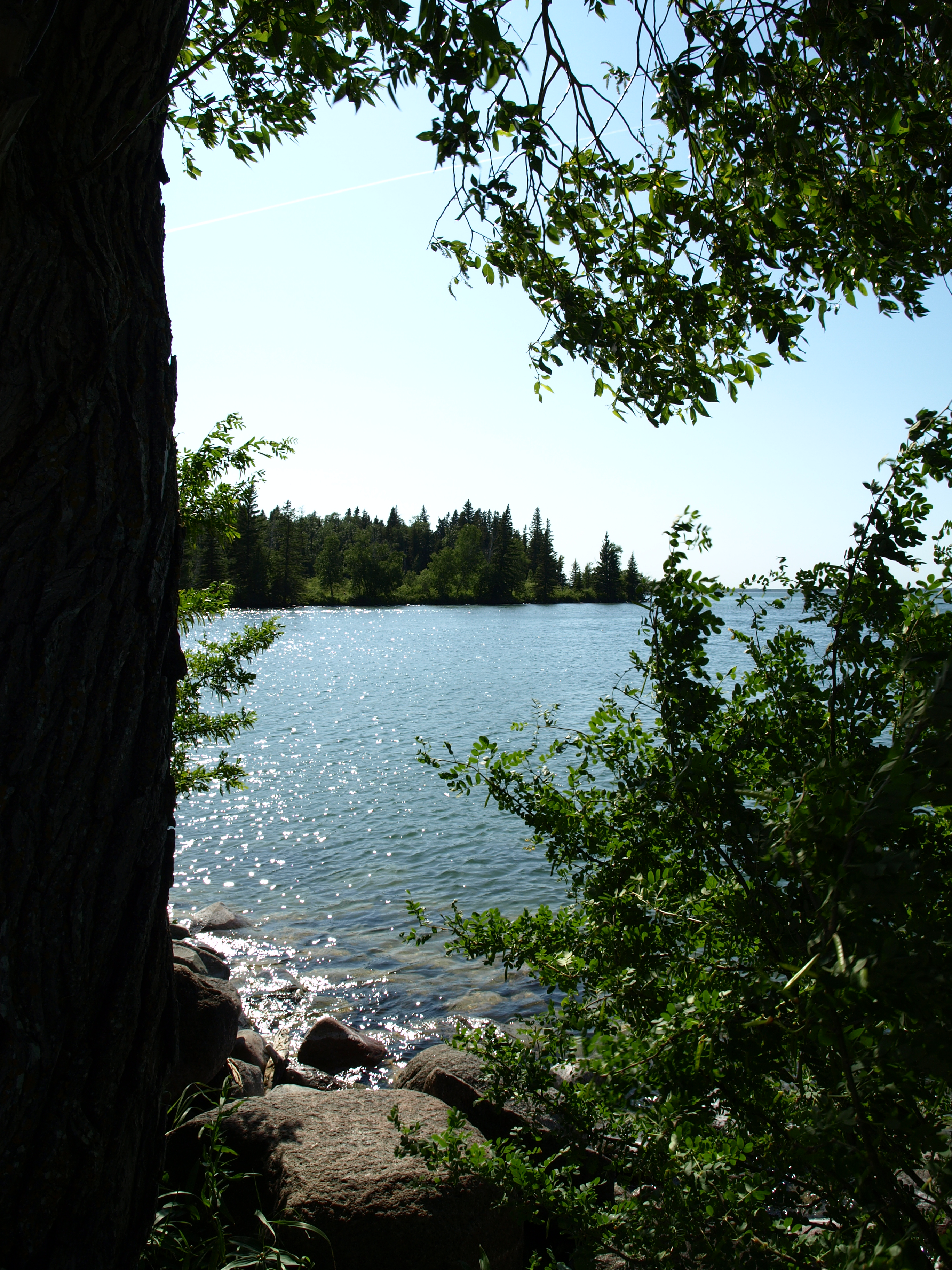
Clear Lake

Das Gebiet um den Riding Mountain bot Bisons, Elche, Hirsche, Fische und Pelztiere, dazu Futter für die Pferde, es gab Ahornsirup und Beeren. Am Wasagaming (Clear Lake) lebte die Okanese Band. Den Riding Mountain nannte die Okanese Band Wowwaswajicus, ‚Hügel der Büffeljagd‘, der Fluss hieß Keeseesatchewan, ‚Schnell fließender Fluss‘.

### Okanese (bis 1870)
Der Führer der Okanese Band war Michael Cardinal, bekannt als Okanese oder Okanase (‚Kleiner Knochen‘). Er entstammte einer auf französische Wurzeln zurückgehenden Pelzhändlerdynastie, die seit dem 17. Jahrhundert eine Rolle spielte und deren Männer meist indigene Frauen heirateten. Aus diesen Ehen gingen zahlreiche Häuptlinge hervor. Okanese war mit drei Frauen verheiratet, eine war eine Dakota, eine stammte von Indianern und vormaligen Orkney-Bewohnern ab, die dritte von Indianern und Franzosen. Jede der drei Frauen hatte ihr eigenes Tipi und eine große Familie.
Okanases Schwester Margaret heiratete George Flett (senior), einen Händler der Hudson’s Bay Company (HBC), der 1796 von den Orkney-Inseln nach Amerika gekommen war. Dessen Mutter wiederum hatte Cree-Vorfahren. Dieser zog 1822 nach Fort Garry (Winnipeg), wenig später folgte ihm Okanase mit seinen Leuten vom Bow River an den Südwesthang des Riding Mountain. Isaac Cowie (1848–1917) nannte die Familie von den „Little Bones“ (Okeneas) als beste Jäger. Sie jagten am Little Saskatchewan River, zogen von dessen Quelle im Lake Audy rund 25 km bis zum heutigen Reservat. In ihrer Nähe befand sich ein Handelsposten der Hudson’s Bay Company, an dem sie ihre Pelze anboten.
Der Häuptling hatte zahlreiche Kinder, darunter zehn Söhne. Die Dakota-Frau hatte drei Söhne namens Ouchop (Louis O'Soup), Mekis und St. Paul. Die Franco-Saulteaux hatte vier Söhne: Antoine, William Mucatehpenese oder Blackbird, John Jojo und George, der später Häuptling wurde. Die Orkney-Saulteaux hatte drei Söhne: Yellowhead, Keeseekoowenin (Moses Burns) und Baptiste „Bateese“ Bone of Clear Lake. Keeseekoowenin war Häuptling in der Riding Mountain Reserve bei Elphinstone, Bateese Bone Häuptling des kleinen Reservats am Westende von Wasagaming.
Die Okanese Band lebte im Sommer am Little Saskatchewan River, im Winter am Riding Mountain, genauer am Lake Audy, im Westen von Wasagaming und nördlich des heutigen Golfplatzes am Clear Lake. Der Lake Audy hieß Poneeakesakaekun (Vogelrastsee). Im Sommer wurden Büffel gejagt und pemeekkesegun hergestellt, das man unter Pemmikan kennt. Bei der Jagd kamen Pferde zum Einsatz, die auf Weiden am Lake Andy und am Clear Creek überwinterten.
Handelsplatz für Pelze waren Fort Ellice oder Manitoba House am Lake Manitoba. Um 1850 eröffnete die Hudson’s Bay Company einen Winteraußenposten am Ostufer des Lake Audy, wo James Audy den Handel organisierte. Als im Frühjahr 1868 Okanese-Fallensteller mit ihrer Beute zum Posten kamen, war dieser zu ihrem Schrecken verlassen. Sie brannten das Haus nieder.
Walter Traill brach am 15. September 1868 im Auftrag der HBC auf und wählte eine Stelle am Little Saskatchewan River nahe beim Lager von Chief Okanese, um einen Handelsposten einzurichten. Nach Verhandlungen ließ Okanese die Männer ein Haus bauen und Traill blieb drei Jahre. Der Versorgungspfad führte südwestwärts an Glen Forsa und Menzie vorbei, dann Richtung Ipswich am Südufer des Shoal Lake. Hier traf er auf den Hauptpfad Richtung Westen über Fort Ellice nach Fort Carlton. Der neue Posten erhielt Versorgungsgüter aus Rapid City. Holzfällerlager wurden 10 km nördlich eingerichtet, Hauptverfrachter war ein Jack Hales.

### Vertrag Nr. 2 (1871) und Reservat, Keeseekoowenin (1874–1906)
1870 kam das gesamte Land der Hudson’s Bay Company an das 1867 gegründete Kanada, formal an die britische Krone. Es wurde überwiegend Crown Land. Verhandlungen wurden aufgenommen, die die Indianer in Reservate drängen sollten, um Land für Siedler aus Europa zu schaffen. Als Okanese um 1870 starb – er sagte die Ankunft religiöser Führer voraus, die bei ihnen leben würden –, wurde er einen knappen Kilometer südlich des Handelspostens beigesetzt. Sein Nachfolger wurde sein Sohn Mekis, der Vertrag Nr. 2 der sogenannten Numbered Treaties im Manitoba House am 21. August 1871 unterzeichnete. Ihr Reservat sollte an Turtle und Valley River nahe dem Dauphin Lake entstehen, doch auf Ersuchen zog der Stamm in ein Reservat bei Elphinstone.
In den 1870er Jahren zog der HBC-Posten den Little Saskatchewan River abwärts nach Elphinstone. Dort betrieb August Basler dampfgetriebene Mühlen. Robert Campbell kaufte den aufgegebenen Posten und betrieb dort die Merchiston Ranch.
1873 kam George Flett (junior) als presbyterianischer Missionar zu ihnen, ein Sohn des gleichnamigen Pelzhändlers und Schwager Okanases, und er wurde von seinen Verwandten freundlich empfangen. Er missionierte mit großem Erfolg bis 1895, die Kirche sah in seiner Arbeit den Übergang von „Barbarei und Aberglauben zu Zivilisation und Christentum“.
Mekis starb 1874 und sein jüngerer Halbbruder Keeseekoowenin (Taufname Moses Burns) wurde Häuptling bis zu seinem Tod am 10. April 1906, als er im Alter von 87 Jahren starb. Robert Campbell nannte ihn „one of Nature's gentlemen“. Seine Brüder waren Yellowhead (Wabaso, Blonde) und Baptiste Bone (Baptiste Okanase).
Nach Verhandlungen einigte man sich in einem Anhang zu Treaty 4 am 9. September 1875 auf eine Ergänzung. Keeseekoowenin und Baptiste Bone unterzeichneten für den im Vorjahr verstorbenen Mekis. Doch nicht alle waren einverstanden. So zog Louis O'Soup mit seinen Leuten ins heutige Saskatchewan und auch Yellowhead zog westwärts. Am 3. Juli 1896 entstand ein Fischschutzgebiet von 756 Acre, das Clear Lake Reserve für die Keeseekoowenin Band. Der Stamm erwarb um 1904 weitere 320 Acre. Die dortige Gruppe betrachtete allerdings Baptiste Bone als ihren Häuptling (chief) und blieb katholisch. Das Department of Indian Affairs hingegen führte weiterhin Keeseekoowenin als chief und Baptiste Bone als Berater (councillor). Die presbyterianische Gruppe galt schnell als Ideal der Assimilation, denn sie betätigten sich als Bauern und Viehzüchter. Hingegen bevorzugte die katholische Gruppe am Clear Lake Jagd und Fischfang. Die beiden Gruppen drifteten auseinander, ein Vorgang, der vom Indianerministerium und der Presse verstärkt wurde.
Als das Schutzgebiet, das Riding Mountain Reserve, eingerichtet wurde, ging es dem Stamm von Chief Keeseekoowenin sehr gut. Er ließ sich später als Moses Burns taufen.
George Flett Burns, sein ältester Sohn, und sein Bruder Solomon, halfen ihm dort beim Bau eines großen Hauses. In einem zweigeschossigen Teil lebten seine Töchter Maria, Eliza, Harriet, Victoria und Isabelle, ein anderer war für das Speisen und Arbeiten vorgesehen, im dritten, ebenfalls zweigeschossigen Hausteil lebte der Häuptling mit seiner Frau. Die Frauen bestellten die Felder. Die Häuptlingsfrau starb im April 1906, der Häuptling, schon fast blind, 1909. Sie wurden auf dem Missionsfriedhof beigesetzt.
George Flett Burns wurde auf seinem 150-Acre-Hof zum größten Getreidebauern, Solomon Burns wurde auf 185 Acre der erfolgreichste Bauer im Reservat. John „Jo Jo“ Bone bewirtschaftete 200 Acre und züchtete Pferde und Vieh.
Ed Thomas, nach dem Thomas Lake benannt ist, heiratete die älteste Tochter des Schmiedes David Murray, sein Blockhaus steht noch heute. Alex Sutherland, mit dem Ed Thomas zahlreiche Häuser baute, heiratete George Flett Burns’ älteste Tochter Annie. Rev. George Flett missionierte für die Presbyterianer, die, im Gegensatz zu den Anglikanern nicht in Konkurrenz zu den Katholiken gerieten. So wurde Joe Boyer, ehemaliger Katholik, sein Übersetzer. Er sprach vier Sprachen: Englisch, Ojibway, Cree und Michif.
Als George Flett, Keeseekoowenin Verwandter, eine Presbyterianermission und eine Kirchenschule bei Elphinstone einrichten wollte, ging er nicht mehr zu Powwows und zu anderen Zeremonien. Keeseekoowenin ließ sich 1889 taufen. Flett ließ den Ojibway viel Spielraum bei der Interpretation des presbyterianischen Glaubens und er predigte ihnen in ihrer Sprache. Was genau er lehrte, lässt sich nicht mehr feststellen, auch wenn seine Vorgesetzten ihn euphorisch feierten. Doch Flett unterstützte den Stamm auch praktisch, indem er etwa 1880 Nahrungsmittel besorgte, oder eine Gruppe von 20 Leuten in seiner Wohnung verköstigte, denen Hunger drohte. Andererseits stritt er sich mit der Lehrerin Cameron, die in seinen Augen eine überhebliche Haltung ihm gegenüber und den Ojibway an den Tag legte.
Robert Campbell hatte Schafe aus Pennsylvania importiert, dazu kamen Pferde für die Arbeit, Rinder aus Schottland. Keeseekoowenin Schwiegersohn John Henry Cook, den Elizabeth geheiratet hatte, verhandelte mit den Viehhändlern James R. Muir aus Elphinstone und Smith Russell aus Strathclair. Die Ranch von Robert Campbell, die 1882 gebaut worden war, brannte 1944 ab.
Glen Campbell und Walter Scott, die 1869 in der Red-River-Rebellion eine Rolle spielten, heirateten Töchter Keeseekoowenins. Geflohene Métis, wie die Familien Berciers, Thorns, Pauls und Flammond kamen in das Gebiet.
Die Sioux erhielten nach der Schlacht am Little Big Horn (in Montana) 1876 Asyl in Kanada. Sie waren damit die ersten Sioux nördlich des Souris River.
Einige andere Bands lebten um den Riding Mountain. Dazu zählte die Hunting Hawk Band im Tal des Rolling River, die Waywayseecappo Band am Birdtail River bei Rossburn, die Coté Band im Westen, sowie eine Band, die heute ihr Reservat bei Shortdale hat.
Die Assimilation der Keeseekoowenin-Gruppe ging so weit, dass Keecheemaymay Söhne, Pat Bone und Long John Bone, auf ihren Indianerstatus verzichteten und Privatland nahmen. Pat heiratete Baptiste Bones Tochter, Shemaymah; sie zogen an den Clear Lake. Er wurde 104 Jahre alt.
1895 wurde der Posten der Hudson’s Bay Company geschlossen. John Lauder kaufte das Land und das Gebäude, ein Posten wurde in Lauders Laden eingerichtet, den er „Elphinstone“ nannte, nach seinem Freund Lord Elphinstone, der eine Farm in der Gegend besaß.
Einige der Frauen hatten Milchkühe und verkauften Milch an eine Käsefabrik, sie stellten Butter her und verkauften Sahne und Eier. Weiße und Indianer erbauten eine gemeinsame Schule. Die Lehrer waren J. Cunningham und John Lauder, der später den Laden der Hudson’s Bay kaufte. Er heiratete die Nichte des Missionares Flett, Ann Ross.
Andere hielten an der traditionellen Lebensweise fest. David Burns, ein Sohn von Keeseekoowenin, nahm kein Farmland, wie seine Brüder George und Solomon – letzterer stieg bei den Presbyterianern auf. Er zog die Jagd und die Tätigkeit als Fremdenführer vor. Er und sein Freund Geewish führten weiße Jäger und Beamte durch den Riding Mountain.

### Niedergang und Vertreibung
George Flett trat im März 1895 zurück, ihm folgte R. C. McPherson, der allerdings nur auf Englisch predigte. Seine Lehrmethoden entsprachen, im Gegensatz zu denen Fletts, nicht dem Idealbild des Elder, wie es bei den Ojibwa herrschte.
Die weißen Farmer der Region trafen sich oft im Haus des Häuptlings, das als „the Red House“ bekannt war. Als er 1909 verstarb, folgte ihm sein Halbbruder George Bone als Häuptling, unter dem die Band ihre wirtschaftlich erfolgreiche Tätigkeit zunächst fortsetzen konnte.
Bis 1930 litt die Okanase Band unter der schlechten medizinischen Versorgung, viele starben an Tuberkulose. Auch verstarben in den nächsten Jahren viele der aktivsten Gemeindemitglieder, wie George Bone, Joe Boyer, John Bone, Solomon Burns, die Fletts, oder sie waren bereits zu alt, um noch entscheidend mitzuwirken. Die Viehherden schrumpften, der Getreideverkauf lohnte sich nicht mehr, die Gemeinde war im Niedergang begriffen.
Dies geschah bereits unter der Erwartung, dass ein Nationalpark eingerichtet werde. Als Riding Mountain zum Nationalpark erhoben und das Clear Lake Resort errichtet werden sollte, mussten die Okanase gehen. Die 24 Bewohner mussten 1936 das Okanase Reserve verlassen, ihre Häuser wurden 1939 niedergebrannt.

## Die Keeseekoowenin Ojibway First Nation heute
Seit den 1970er Jahren haben sich die Verhältnisse geändert. Die Keeseekoowenin Ojibway First Nation und der Riding Mountain National Park drehten 2005 gemeinsam einen Film mit dem Titel „Sharing our Histories“ (englisch „Unsere Geschichten teilen“), in dem mit George Blackbird, Rachel Bone, Mervin Swain und Doug Blackbird neben nicht-indigenen Stimmen unter anderem auch Keeseekoowenin-Elder (englisch „Älteste“) zu Wort kommen.
Während im Februar 2010 noch 1.082 Angehörige gezählt wurden, stieg die Zahl der als Stammesangehörige anerkannten Keeseekoowenin bis September 2018 auf 1.293. Sie leben in drei Reservaten. Das größte ist Keeseekoowenin 61 südlich des Riding Mountain National Parks mit einer Fläche von 2.121,8 ha, dazu kommen Clear Lake 61a mit 428,5 ha und Bottle Lake 61b mit 40,5 ha.
Im Jahr 2023 wurden 15 weibliche Mitglieder der Coalition of First Nations with Interests in Riding Mountain National Park (englisch: „Koalition der First Nations mit Interessen im Riding Mountain National Park“), alles Anishinabe-Frauen, in einem „Basiskurs Wildland-Feuer“ zu so genannten Typ-2-Feuerwehrleuten ausgebildet. Ziel war es, die Beschäftigungschancen der Frauen zu verbessern und die Fähigkeiten, Kenntnisse und Fertigkeiten der Teilnehmerinnen zu erweitern.

## Links
- Film "Sharing Our Histories: The Keeseekoowenin Ojibway. Riding Mountain National Park", von Parks Canada auf Youtube
- Film "Sharing Our Histories: The Keeseekoowenin Ojibway. Riding Mountain National Park", auf Parks Canada (Canada.ca)